# Камышевский сельсовет (Курганская область)
Камышевский сельсовет — упразднённое муниципальное образование со статусом сельского поселения в составе Шатровского района Курганской области.
Административный центр — село Камышевка.
Законом Курганской области от 12 мая 2021 года № 50 к 24 мая 2021 года упразднён в связи с преобразованием муниципального района в муниципальный округ.

## История
В соответствии с Законом Курганской области от 6 июля 2004 года № 419 сельсовет наделён статусом сельского поселения.

## Население
| 1989 | 2002 | 2004 | 2010 | 2012 | 2013 | 2014 |
| ---- | ---- | ---- | ---- | ---- | ---- | ---- |
| 1194 | ↘867 | ↘844 | ↘615 | ↘580 | ↘571 | ↘558 |
| 2015 | 2016 | 2017 | 2018 | 2019 | 2020 |      |
| ↘549 | ↘536 | ↘509 | ↘483 | ↘463 | ↘449 |      |

## Состав сельского поселения
| № | Населённый пункт | Тип населённого пункта       | Население |
| - | ---------------- | ---------------------------- | --------- |
| 1 | Камышевка        | село, административный центр | ↘542      |
| 2 | Кокуй            | деревня                      | ↘27       |
| 3 | Пушнякова        | деревня                      | ↘43       |
| 4 | Усть-Терсюк      | деревня                      | ↘3        |